# Mount Ayr (Iowa)
Pour les articles homonymes, voir Mount Ayr.
La ville américaine de Mount Ayr est le siège du comté de Ringgold, dans l’État de l’Iowa. Elle comptait 1 822 habitants lors du recensement de 2000 et 1 691 à celui de 2010.

## Personnalités liées à la ville
L’astronaute Peggy Whitson est née à Mount Ayr en 1960.

## Source
- (en) Cet article est partiellement ou en totalité issu de l’article de Wikipédia en anglais intitulé « Mount Ayr, Iowa » (voir la liste des auteurs).